# Paul Easter
Pour les articles homonymes, voir Easter (homonymie).
Paul Easter, né le 14 mai 1963 à Norwich, est un nageur britannique.

## Carrière
Paul Easter participe aux Jeux olympiques d'été de 1984 à Los Angeles et remporte la médaille de bronze dans l'épreuve du 4x200m nage libre avec Andrew Astbury, Paul Howe et Neil Cochran.